# Chris Derrick
Chris Derrick (né le 17 octobre 1990 à Naperville) est un athlète américain, spécialiste des courses de fond. 

## Biographie
En 2013, Chris Derrick remporte la médaille d'argent par équipes des championnats du monde de cross, à Bydgoszcz en Pologne, en compagnie de Ben True, Ryan Vail et Robert Mack.
Il remporte les championnats des États-Unis de cross-country en 2013, 2014 et 2015.
Il s'impose lors du Great Edinburgh Cross Country en 2014 et 2015.

### Palmarès
| Date | Compétition                    | Lieu      | Résultat | Épreuve     | Performance |
| ---- | ------------------------------ | --------- | -------- | ----------- | ----------- |
| 2013 | Championnats du monde de cross | Bydgoszcz | 2e       | Par équipes | 52 pts      |

### Records
| Épreuve  | Performance    | Lieu      | Date             |
| -------- | -------------- | --------- | ---------------- |
| 3 000 m  | 7 min 43 s 77  | Londres   | 24 juillet 2015  |
| 5 000 m  | 13 min 8 s 04  | Bruxelles | 6 septembre 2013 |
| 10 000 m | 27 min 31 s 38 | Palo Alto | 29 avril 2012    |